# Belaas
Bellas (în arabă بالعاص) este o comună din provincia Aïn Defla, Algeria.
Populația comunei este de 5.452 de locuitori (2008).